# Lhundrub
Lhundrub Dzong, Chinees: Lhünzhub Xian is een arrondissement in de stadsprefectuur Lhasa in de Tibetaanse Autonome Regio, China. Het ligt ten noordwesten van het centrum van Lhasa. In 1999 telde het arrondissement 50.895 inwoners. Het heeft een oppervlakte van 4512km².De gemiddelde jaarlijkse temperatuur is 2 °C en jaarlijks valt er gemiddeld 500 mm neerslag.